# Carpinus paohsingensis
Carpinus paohsingensis — вид квіткових рослин з родини березових. Поширення: Північно-Центральний, Південно-Центральний, Південно-Східний Китай і Маньчжурія.

## Опис
Це вид дерев зустрічається у вічнозелених лісах.